# Curtimorda
Curtimorda là một chi bọ cánh cứng trong họ Mordellidae.
Chi này được miêu tả khoa học năm 1946 bởi Méquignon.

## Các loài
Chi này gồm các loài:
- Curtimorda bisignata (Redtenbacher, 1849)
- Curtimorda maculosa (Neazen, 1794)